# Big Brother (Países Baixos)
Big Brother é a versão holandesa original da franquia internacional de reality shows Big Brother. O formato consiste em participantes vivendo em uma casa isolada, tentando evitar serem despejados pelo público com o objetivo de receber um prêmio no final. A partir dessa produção, a Endemol estabeleceu as regras para outras versões do Big Brother.

## Origens

### John de Mol
A ideia nasceu em uma quinta-feira, 4 de setembro de 1997, durante uma sessão de brainstorm da John de Mol Produkties, uma parte independente da Endemol. Os participantes foram John de Mol, Patrick Scholtze, Bart Römer e seu irmão, Paul Römer. A ideia pedia uma casa luxuosa com seis concorrentes, fechada por um ano. O vencedor receberia 1.000.000 florins. O título provisório foi De Gouden Kooi (The Golden Cage) e o conceito original acabou sendo realizado como um reality show na televisão holandesa no final de 2006.
O grupo teve a ideia após o experimento da Projeto Biosfera 2, de 1991, no deserto do Arizona, no qual oito homens e mulheres descobriram o quão difícil é viver juntos dentro de uma cúpula geodésica hermética de vidro e aço que buscava replicar o ambiente da Terra. O Big Brother alternava privação com excesso.
O formato do Big Brother também foi influenciado pelo The Real World, da MTV, que começou em 1992 e originou o conceito de reunir estranhos por um longo período e gravar o drama que se seguia. O mundo real havia introduzido "confissões" por colegas de casa. Outro formato de realidade pioneiro, o programa de TV sueco Expedition Robinson, (produzido em muitos países como Survivor), que foi ao ar em 1997, acrescentou ao modelo do mundo real a ideia de competição, na qual os participantes lutavam eram retirados do programa até apenas um permaneceu.
A ideia de apresentar um streaming de vídeo 24/7 foi influenciada por sites como Jennicam.org, de Jennifer Ringley, moradora de Washington que o criou em 1997 para compartilhar suas atividades com internautas.
No desenvolvimento, o tempo de ocupação da casa foi reduzida para 100 dias. Uma casa existente foi abandonada em favor de uma casa pré-fabricada. Isso possibilitou a instalação de uma "câmera cruzada", que permitia aos operadores de câmera dentro da casa sem serem vistos pelos habitantes. Originalmente, a ideia era produzir um programa semanal editado, mas após algumas experiências com os funcionários da produtora, o fascínio pela televisão lenta foi descoberto e o potencial de um programa diário foi realizado.

### Direção
Entre os diretores iniciais da série, estava o futuro cineasta Tom Six, conhecido por The Human Centipede e suas sequências.

### Processo de Orwell
O livro de George Orwell, 1984, em que o Grande Irmão é o líder que tudo vê de uma nação distópica, nunca foi reconhecido pelos produtores. No entanto, os herdeiros de Orwell fecharam um acordo com a Endemol e a rede de TV americana CBS após processos legais contra o conceito na versão americana. O valor do pagamento nunca foi revelado.

### Processo de Voyeurdorm
De acordo com um processo em 2000 em um tribunal federal de Nova York, o Big Brother era de origem dos Estados Unidos. A ideia, segundo o processo, saiu de reuniões no verão de 1999 entre executivos da CBS e o Voyeurdorm.com, um site adulto de oito mulheres em idade universitária, em Tampa, Flórida. Essas mulheres viviam, comiam, dormiam, estudavam e "se bronzeavam nuas" sob 55 câmeras.

### Processo de Castaway
Também em 2000, a produtora Castaway, de propriedade de Bob Geldof, processou a Endemol por roubo de formato em um tribunal em Amsterdã, dizendo que o programa era um roubo do programa Survivor (Expedition Robinson). Um advogado listou 12 semelhanças com o Survivor. A Endemol rejeitou as alegações, dizendo: "O gênero pode ser o mesmo, mas os programas são completamente diferentes e evoluíram separadamente. Existem 20 ou 30 programas de jogos na TV e muitos talk shows diferentes, mas eles são do mesmo gênero, não o mesmo programa".

### Logo
O logotipo do Big Brother foi projetado para se adequar ao estilo de casa da estação de televisão holandesa Veronica. A onda com os dois nomes remonta ao tempo em que Veronica era uma estação de piratas, transmitida de águas internacionais da Holanda. A onda permaneceu quando Veronica saiu do Holland Media Groep e o Big Brother foi tomado por Yorin. Ele apareceu nos logotipos do Big Brother em todo o mundo. No entanto, versões posteriores do Big Brother Holanda da Talpa abandonaram o logotipo e estão usando o logotipo do olho introduzido na segunda série do Big Brother do Reino Unido.

## Debates e Ética
Com o anúncio do formato do programa, surgiu um debate sobre sua aceitabilidade ética. Não se sabia se os participantes seriam mostrados tomando banho ou no banheiro. Embora ambos tenham sido considerados inaceitáveis, apenas o último ainda é válido. Especialistas argumentaram se os participantes deveriam ser protegidos contra si mesmos e se a participação causaria danos psicológicos ou emocionais. Essa discussão incluiu o pânico moral na Suécia depois que o primeiro competidor votou contra a Expedição Robinson se matou; sua família culpou a rejeição que ele sentiu por ser impopular com o público.
P. van Lange, psicólogo social da Universidade Livre de Amsterdã, apontou a semelhança com a Experiência da Prisão de Stanford (1971). Os participantes desse experimento foram colocados em uma prisão, onde metade representava guardas e a outra metade, prisioneiros. Em seis dias, o experimento descarrilou. Os guardas se tornaram agressivos, repressivos e sádicos. Eles se transformaram em personalidades fora de si mesmas. "A partir do experimento de Stanford, pode-se concluir que o comportamento humano é amplamente convocado pelas circunstâncias locais", acrescentou seu colega J. van der Pligt, professor da Universidade de Amsterdã. "As pessoas se empolgam", disse A. Bergsma, da Psychologie Magazine. "O isolamento se torna realidade. Eles se perdem no experimento. Não há freios e contrapesos. Se não houver correção, eles atrapalharão um após o outro." Todos os especialistas concordaram que a grande recompensa para o vencedor aumentava a chance de acidentes. Mas nem todos tiveram uma opinião negativa. A. Lange, professor de psicologia clínica da Universidade de Amsterdã , indicou que o programa poderia produzir certas idéias que não são possíveis de alcançar mais em pesquisa sócio-psicológica, porque o bem-estar psicológico do participante havia recebido maior importância. "O desenho do programa é o sonho de um pesquisador psicológico. Em nenhum lugar do mundo será encontrada uma comissão ética que concorde com esse projeto", concordou o psicofisiologista A. Gaillard, da Organização Holandesa de Pesquisa Científica Aplicada.
A partir do momento em que o Big Brother obteve classificações altas, o debate mudou para o que esse fato implicava sobre o caráter dos holandeses, e se o explicismo sexual e os termos de abuso eram adequados às transmissões iniciais. O que era considerado voyeurismo passou a ser o entretenimento convencional. Uma explicação era que as pessoas haviam se tornado mais isoladas e estavam procurando outras para se identificar. Sob esse ponto de vista, falar sobre o Big Brother substituiu a calúnia e o escândalo no verde da vila. 
O debate na Holanda acabou e a TV na realidade se tornou um padrão de programação televisiva. Em retrospectiva, no entanto, ficou claro que alguns colegas de casa (como Bart en Ruud da primeira temporada) sofreram problemas psicológicos semelhantes ao transtorno de estresse pós-traumático. Eles não foram capazes de suportar seus 15 minutos de fama.

### Temporadas VIPs
| Edição            | Canal    | Data de Início     | Data da Final       | Dias | Vencedor     |
| ----------------- | -------- | ------------------ | ------------------- | ---- | ------------ |
| Big Brother VIPs  | Veronica | 22 de Maio 2000    | 16 de Junho de 2000 | 26   | Sem Vencedor |
| Hotel Big Brother | Talpa    | 12 de Janeiro 2006 | 6 de Março de 2006  | 54   | Sem Vencedor |